# Djamil Bangoura
Pour les articles homonymes, voir Bangoura.
 (mai 2018).
Djamil Bangoura est un militant sénégalais pour la défense des droits LGBT.

## Biographie
Né à la fin des années 1970, Djamil Bangoura grandit dans la ville de Pikine,. Il travaille dans la production de musique avec des rappeurs.
Il sort avec un ami allemand, mais en 2002, soupçonné d'être homosexuel, il perd son emploi. Il crée en 2003 à Dakar l'association Prudence, une organisation de défense des droits et de la santé des LGBT. L'homosexualité est illégale et punie de prison au Sénégal, aussi l'association a sensibilisé les hommes ayant des rapports sexuels avec des hommes aux risques de contamination au VIH.
L'association est officiellement reconnue par le Sénégal en 2005.
En 2012, il s'exprime au sujet de la première condamnation du journaliste Tamsir Jupiter Ndiaye : 

« Ces deux hommes ne devraient pas être jugés pour avoir eu un acte sexuel librement consenti. En tout cas, ma position est que nous (leaders de la communauté homosexuelle du Sénégal) ne voulons plus voir des personnes majeures arrêtées, traduites en justice et condamnées sur la base de cet article 319 du code pénal sénégalais. Il faut lutter contre cet article 319 et obtenir la dépénalisation de l’homosexualité au Sénégal. […] Que les choses soient claires, nous ne faisons pas la promotion de l’homosexualité. Autrement dit, nous n’incitons aucune Sénégalaise ou aucun Sénégalais à être homosexuel(le). Nous disons juste qu’un homosexuel, majeur et vacciné ne doit plus être arrêté, violenté, torturé, déféré au tribunal, condamné à cause de son orientation sexuelle. »

De passage à Paris en 2013, il témoigne du quotidien des LGBT au Sénégal, marqué par la violence homophobe.
En juillet 2014, il participe à une émission de France Inter sur le coming out avec l'acteur Manuel Blanc.
En 2015, alors que le président du Sénégal Macky Sall est en visite en France, Djamil Bangoura lui lance un appel : « Il est le président de tout le monde, il faut qu’il sache que ces minorités-là, on doit vraiment les respecter, souligne-t-il. On ne peut pas réprimer une toute petite partie à cause d’une grande partie. »
En 2016, il témoigne au sujet des chasses aux homosexuels qui ont lieu sur le campus de l'université de Dakar, et de l'ambiance hostile aux LGBT sur le campus en général.
Djamil Bangoura reste, en 2020, l'un des rares responsables LGBTIQ+ qui ose encore prendre la parole dans un climat de plus en plus délétère au Sénégal. Il doit sans cesse déménager l'adresse de son association et a dû fuir le pays à plusieurs reprises,.